# Песочное (озеро, Червенский район)
Песо́чное (бел. Пясо́чнае) — озеро в Белоруссии. Находится в Червенском районе Минской области. Относится к бассейну реки Березина.

## Географическое положение
Находится примерно в 30 км от райцентра в северо-восточном направлении, в 4 км северо-западнее деревни Новодворье, в 2,1 км южнее опустевшей деревни Рыбачное Борисовского района, на окраине осушенного заболоченного массива.

## Общие сведения
Площадь поверхности озера составляет 0,24 км². Длина — 0,7 км, наибольшая ширина — 0,48 км. Длина береговой линии — 1,86 км. Наибольшая глубина — 3,1 м. Объём воды в озере — 0,43 млн м³.
Котловина озера — овальной формы, слегка вытянутая с запада на восток. Склоны преимущественно пологие. Высота южных склонов достигает 10 м. Склоны покрыты лесом. Берега заболоченные, в южной части песчаные.
Озеро не имеет поверхностного стока. Впадают ручьи и мелиоративные каналы.

## Фауна
В озере обитают такие виды рыб, как карась, линь, окунь, щука, плотва, лещ и другая рыба.

## Экологическое состояние
Степень зарастания озера оценивается как умеренная.

## Туризм
На озере организуется платное рыболовство.

## Братские захоронения в окрестностях озера
В период ВОВ в окрестностях озера находился штаб партизанской бригады «Разгром». Сейчас на его месте стоит памятник — пирамида из партизанского оружия. Недалеко располагаются два партизанских кладбища на 240 и 7 могил. Последнее захоронение в архиве Червенского района не числится и до недавнего времени было заброшено. Летом 2016 года данное кладбище было приведено в порядок усилиями коллектива Червенской РОС ДОСААФ.